# Anna Kreuzmannová
Anna Kreuzmannová (24. června 1899 v Plzni – 20. července 1994 v Praze) byla česká divadelní a filmová herečka. Pracovala taktéž pro rozhlas.

## Herecká činnost
Pocházela z herecké rodiny, v letech 1929–1943 působila v Loutkovém divadle Josefa Skupy v Plzni. Byla vůbec první interpretkou Máničky. V letech 1943–1952 účinkovala v Městském divadle v Plzni a poté až do roku 1968, než odešla do důchodu, v Ústředním loutkovém divadle v Praze.
K filmovému herectví se Anna Kreuzmannová dostala až v pokročilém věku, první roli obsadila v roce 1988 ve filmu Vlastně se nic nestalo. Následovalo několik dalších filmů a také 2 seriálové role (Velmi uvěřitelné příběhy a Pomalé šípy).
Zemřela roku 1994 v Praze a byla pohřbena v rodinné hrobce na Ústředním hřbitově v Plzni.

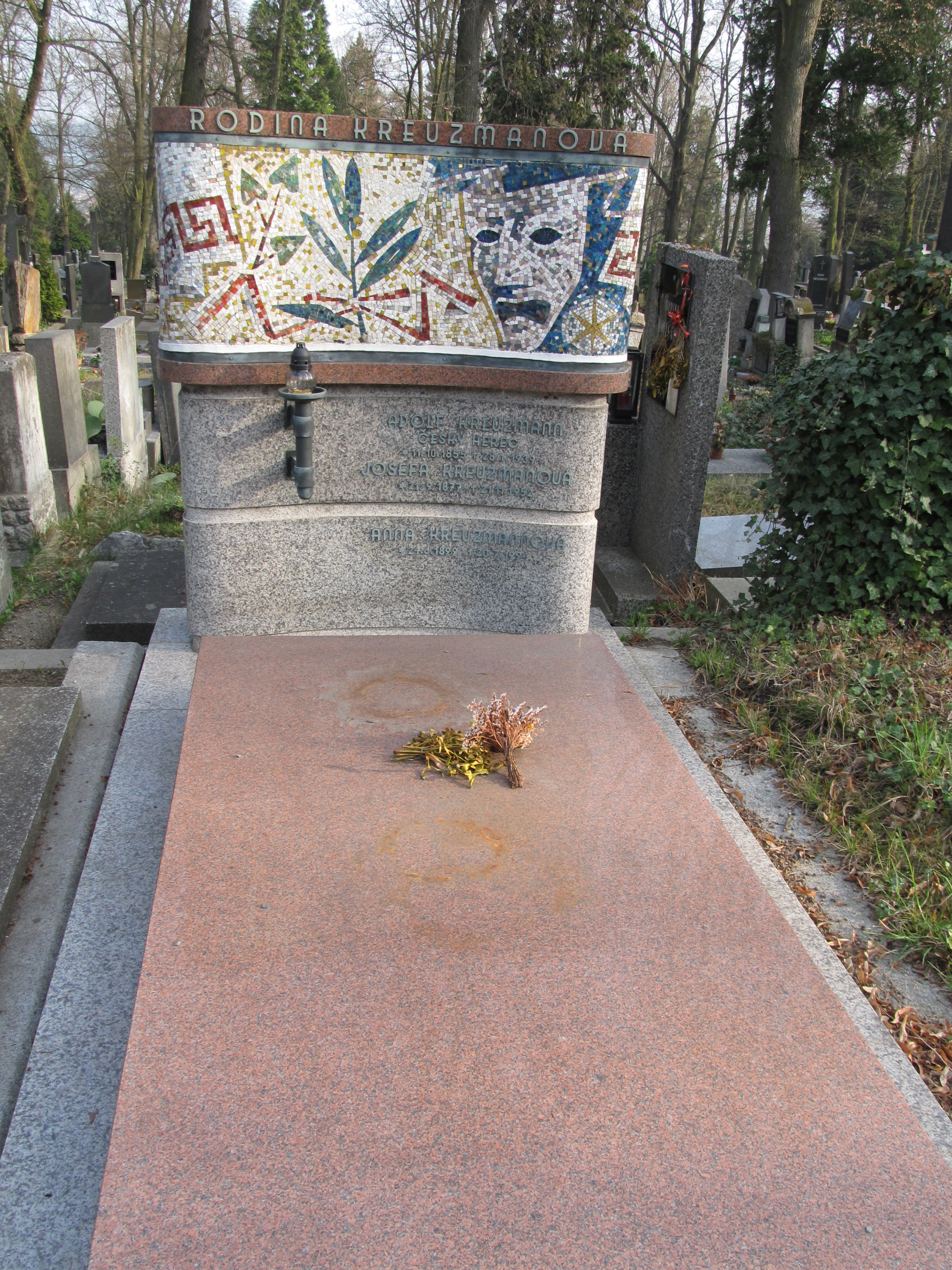
Hrob rodiny Kreuzmannů na plzeňském Ústředním hřbitově

## Filmové role
- Vlastně se nic nestalo, 1988
- The Raggedy Rawney, 1988
- Bizon, 1989
- Příběh '88, 1989
- Oznamuje se láskám vašim, 1989
- Zvláštní bytosti, 1990
- Šakalí léta, 1993